# Hendrik Schaap
Hendrik Schaap (Delft, 28 december 1878 – Rotterdam, 16 maart 1955) was een Nederlandse kunstschilder en tekenaar. Zijn werk wordt gekarakteriseerd door een vlot-impressionistische stijl.
Schaap is vooral bekend vanwege zijn vele, kleurrijke schilderijen van kerken, markten, pleinen, en andere laat-19e- en vroeg-20e-eeuwse stadsgezichten van Delft en Rotterdam. Hieronder bevinden zich unieke afbeeldingen van de historische binnenstad van Rotterdam voordat deze in 1940 door de Duitsers werd gebombardeerd. Daarnaast reisde Schaap graag en tekende en schilderde talloze steden en landschappen in binnen- en buitenland, waarbij hij werkte met penseel (aquarel en olieverf), houtskool en potlood. Schaap was lid van de Vereniging voor Schone Kunsten De Kring in Delft en de Kunstenaarssociëteit in Rotterdam.
Schaaps schilderijen en tekeningen bevinden zich veelal in privébezit. Een aantal van zijn werken behoort tot de collectie van het Rijksprentenkabinet te Amsterdam en andere musea en galerieën.

## Opleiding en werk
Hendrik Schaap (ook wel Henk, Hein of Henri Schaap genoemd), werd geboren in Delft op 28 december 1878, op het adres Voorstraat 81. Hij was de zoon van zijn gelijknamige vader Hendrik Schaap (1848-1927), huisschilder met een schilderwerkplaats aan de Verwersdijk 98 te Delft, en Johanna Elizabeth Von Stein (1852-1881). Schaap werd op 9 maart 1879 gedoopt te Delft.
Nadat hij de lagere school had afgerond, ging Schaap in dienst bij zijn vader. Zijn echte interesse ging echter meer uit naar tekenen. Op zijn 14e startte hij met tekenlessen bij de Tekeninrichting onder directeur Berend Adrianus Bongers aan de Oude Delft. In de avonduren volgde hij onderwijs aan de Burgeravondschool. Tevens volgde hij een cursus L.O. Handtekenen, waarvoor hij in het najaar van 1895 de Akte van Bekwaamheid ontving.
In de daaropvolgende jaren tekende Schaap vooral thuis maar ook bij de Tekeninrichting, die ondertussen verhuisde naar het Noordeinde te Delft. Bonger werd opgevolgd door een nieuwe directeur, Frans Helfferich, bij wie Schaap zijn lessen vervolgde. Begin 1898 begon Schaap aan een opleiding aan de Technische Hoge School in Delft op de afdeling Decoratieve Kunst, bij professor Abraham Frans Gips en Karel Sluyterman. Gips was onder de indruk van zijn werk en op diens aanbeveling werd Schaap in 1900 tewerkgesteld in Atelier Gidding in Rotterdam, na eerder enkele maanden bij Atelier Kippel in Den Haag te hebben gewerkt. Gips gaf hem zelf ook geregeld teken- en schilderopdrachten. In deze periode tekende en schilderde Schaap afwisselend in Rotterdam waar hij werkte, en in Delft waar hij tot 1911 zou blijven wonen.
Een jaar later, in 1901, kreeg Schaap de kans om te werken in het Atelier van John Jacobson in Parijs. In Parijs volgde hij, naast zijn werk in het atelier, een avondcursus aan l’École des Arts Décoratifs. In de zomer van 1902 keerde hij terug naar Delft om weer aan de slag te gaan in de zaak van zijn vader. In de avonduren gaf hij tekenles.
In juni 1903 won Schaap een prijs voor ‘Binnendeurversiering in moderne stijl’, uitgeschreven door het Geïllustreerd Schildersblad, en in 1906 haalde hij zijn ‘Akte van Bekwaamheid voor Middelbaar Onderwijs’.
Nadat hij in 1907 tijdelijk bij de Ambachtsschool en de Burgeravondschool in Alkmaar had lesgegeven in het vak ‘Hand- en Vakteekenen’, werd hij in 1910 benoemd tot ‘Leeraar in het Hand- en Ornamentteekenen’ aan de Ambachtsschool aan de Tamboerstraat in Rotterdam. Hier bleef hij tot zijn pensioen werken. In deze periode kreeg hij verschillende aanbiedingen om in de avonduren les te geven aan de Academie voor Beeldende Kunsten en Technische Wetenschappen in Rotterdam, maar hij gaf er de voorkeur aan de avonden vrij te houden om zich te wijden aan het geven van zijn eigen teken- en schilderlessen.

## Huwelijk
Omstreeks 1900 ontmoette Schaap Trijntje Pijper (1888-1983), met wie hij elf jaar later zou trouwen. Hun eerste ontmoeting vond plaats in de omgeving van Ter Aar, waar Schaap geregeld buiten schilderde. Op 9 augustus 1911 trouwden zij aan het Hof van Delft, waarna Schaap van Delft naar Rotterdam verhuisde. Hun eerste gezamenlijke woning was op het adres Benthuizerstraat 14, op de tweede etage. In april 1915 verhuisden zij naar St. Agathastraat 16c. Hier werd op 23 augustus datzelfde jaar hun zoon Jan geboren. Later, op 11 oktober 1929, verhuisde het jonge gezin naar Hillegersberg Ceintuurbaan 28b, en uiteindelijk nogmaals, naar Plantageweg 20a.

## Kunst en muziek
Hendrik Schaap had een grote liefde voor allerlei vormen van kunst. Hij hield van mooi glaswerk, maar ook van koperen en tinnen voorwerpen. Via de Ambachtsschool bestelde hij bij de glasfabriek Leerdam glazen vazen, schalen, en andere voorwerpen ter inspiratie voor zijn teken- en schilderwerk, maar ook ter decoratie van de huiskamer en zijn atelier. Ook verzamelde hij koperen voorwerpen. Toen in 1935 de Wereldtentoonstelling werd gehouden in Brussel bracht Schaap hieraan een tweedaags bezoek, samen met zijn zoon Jan.
Naast schilderen en het verzamelen van kunstvoorwerpen was er in huize Schaap tevens aandacht voor andere vormen van kunst en ontspanning. Muziek speelde hierbij een grote rol. Truus speelde piano en zong. Het stel kocht ook al vroeg een grammofoon (een Pathephone) en verzamelde een groot aantal grammofoonplaten met voornamelijk klassieke muziek. Hiermee organiseerden ze luisteravonden voor vrienden en kennissen. Daarnaast bezochten Hendrik en Truus Schaap veel concerten (waarvan in Rotterdam een groot aanbod bestond), waaronder de destijds populaire openluchtconcerten op zondagmiddag in de Diergaarde. Omstreeks 1927 kwam de eerste radio in huis (gebouwd door een broer van Truus, André Pijper), waardoor ook op deze manier naar muziek kon worden geluisterd.
Schaap hield ook van voorlezen, wat hij vaak deed op avonden in het weekend. Het liefst las hij voor uit de novellen van Justus van Maurik of de verhalenserie van F. De Sinclair. Inmiddels waren Hendrik en Truus Schaap goed bevriend geraakt met het stel Jo van der Linde (destijds Hoofd Tekenkamer bij de Gemeente Rotterdam) en zijn vrouw Berber, en zij brachten veel leesavonden met hen door. Deze vriendschap was begonnen nadat Jo van der Linde zich op 2 april 1917 bij Schaap had gemeld voor zijn eerste privé-les tekenen en schilderen. Diezelfde avond had diens vrouw Berber hun eerste dochter Rinie ter wereld gebracht. Schaaps zoon Jan zou later met Rinie trouwen.

## Reizen
Hendrik Schaap reisde graag en deed dit veelal met gezelschappen van de Nederlandsche Reisvereeniging. Zijn teken- en schilderspullen gingen altijd mee. Samen met Truus bezocht hij Parijs, Versailles en Fontainebleau, Luxemburg en Trier, Brussel, Dinant en de Grotten van Han, de Rijn en Thun, en Luzern en Bern in Zwitserland. Binnenslands brachten zij hun vakanties veelal door in Veendam, Vlissingen, Arnhem en Eerbeek. In de jaren voor de oorlog waren ze vaak te vinden in Reeuwijk (waar zijn broer een pension had), waarbij het stel er ’s ochtend met een roeiboot op uit trok om te genieten van de rust en stilte op de plassen. Een andere geliefde vakantiebestemming was Friesland, waar de familie Van der Linde woonde. Schaap trok er tijdens al deze vakanties op uit met zijn schildersezel om de nieuw ontdekte steden en landschappen vast te leggen.

## Tweede Wereldoorlog
In de Tweede Wereldoorlog nam de vraag naar Schaaps werk toe. Geld devalueerde, waardoor mensen meer gingen beleggen in goederen en de vraag naar schilderijen vanuit de kunsthandel steeg. Voor Schaap was dit een drukke periode, wat hem een in die tijd hoognodig extra inkomen opbracht. Hij bracht de oorlog grotendeels door in Rotterdam en deels in Reeuwijk.
Op 1 januari 1943 stopte Schaap met zijn werk bij de Ambachtsschool te Rotterdam en ging met pensioen. De daarop volgende Hongerwinter (1944-1945) was een, vooral voor oudere en behoeftige, zware tijd. Zo ook voor de familie Schaap. In de voortdurende strijd om eerste levensbehoeften met minimale rantsoenen hielden Hendrik en Truus Schaap het hoofd boven water met hulp van vrienden en kennissen, en dankzij Schaaps extra inkomen vanuit de kunsthandel.

## Slechthorendheid
Hendrik Schaap was een deel van zijn leven slechthorend. In gezelschappen kon hij de gesprekken van anderen vaak niet goed volgen en trok zich dan terug in zijn eigen wereld. Als hij met een groep mensen buiten zat pakte hij doorgaans zijn schetsboek om te tekenen terwijl de rest praatte. Veel van zijn potlood- en houtskooltekeningen zijn op dit soort momenten ontstaan. Schaap compenseerde zijn slechthorendheid onder meer met een grote dosis humor.

## Overlijden
In 1954 werd Hendrik Schaap ziek en kreeg de diagnose leverkanker. Minder dan een jaar later, op 16 maart 1955 om kwart voor twaalf ’s avonds, overleed hij. Hij werd 76 jaar. Op 19 maart is hij begraven op de begraafplaats ‘Oud Kralingen’ in Rotterdam. Trijntje (Truus) Schaap-Pijper stierf bijna dertig jaar later, in 1983, op 95-jarige leeftijd.

## Werk
Hendrik Schaap heeft gedurende zijn leven honderden schilderijen (zowel in aquarel als olieverf) alsmede honderden schetsen en tekeningen gemaakt. Hij voorzag zijn werk altijd van een handtekening, maar slechts zelden van een datum. Zijn werk wordt gekenmerkt door een vlot- of laat-impressionistische stijl, mede beïnvloed door zijn Parijse periode. Schaap schilderde vaak in opdracht, maar ook voor zichzelf en voor familie en vrienden.
Schaaps werk uit de periode 1900 - ca. 1930 wordt beschouwd als het meest origineel. Hij tekende en schilderde toen hoofdzakelijk straatjes en steegjes in Delft en Rotterdam, havengezichten, en kades met sleperspaarden en wagens. Na 1930 werd zijn werk langzaam commerciëler, mede door een stijgende vraag naar zijn werk door kunsthandelaren. Zijn kleurenpallet werd daarmee wat zonniger en lichter.
Binnen Schaaps oeuvre zijn de schilderingen en tekeningen van de Rotterdamse historische binnenstad van groot historisch belang. Hij heeft deze veelvuldig geschilderd in de jaren voordat de Duitse bombardementen van 14 mei 1940 plaatsvonden, waarbij meer dan 24.000 woningen, 32 kerken, 2 synagogen, de Willemsbrug, en vele andere belangrijke en destijds voor de stad karakteristieke gebouwen gedeeltelijk of volledig zijn verwoest. Schaaps schilderijen en tekeningen geven een uniek beeld van hoe dit verdwenen gedeelte er in de eerste helft van de 20e eeuw tot aan vlak voor het bombardement heeft uitgezien. Op verzoek van kunsthandelaren en liefhebbers schilderde hij in de periode hierna de Delftsche Poort in Rotterdam, die tijdens de bombardementen verloren is gegaan, meerdere malen opnieuw, evenals de Grote of Sint-Laurenskerk die zwaar werd beschadigd. Deze kerk is in latere jaren gerestaureerd.
Enkele van Schaaps leerlingen zijn de kunstschilders en tekenaars Jan Heesterman, Leendert Hoeneveld, Johannes Hendricus Schaap en Huibert Schallenberg.